# Foxcatcher
A Foxcatcher 2014-ben bemutatott amerikai életrajzi filmdráma, melynek rendezője és producere Bennett Miller. A forgatókönyvet E. Max Frye és Dan Futterman írta. A főbb szerepekben Steve Carell, Channing Tatum, Mark Ruffalo és Vanessa Redgrave látható.
Az Amerikai Egyesült Államokban 2014. november 14-én mutatták be. Magyarországon 2015. január 29-én került mozikba az InterCom forgalmazásában. A film pozitív fogadtatásban részesült, a kritikusok dicsérték Tatum, Ruffalo és Carell színészi alakításait. A 87. Oscar-gálán öt kategóriában szerzett jelöléseket, de BAFTA- és Golden Globe-díjakra is jelölték.

## Szereplők
| Szerep                                                                                | Színész              | Magyar hang    |
| ------------------------------------------------------------------------------------- | -------------------- | -------------- |
| John Eleuthère du Pont amerikai multimilliomos, emberbarát, a birkózás nagy rajongója | Steve Carell         | Tarján Péter   |
| Mark Schultz olimpiai aranyérmes birkózó                                              | Channing Tatum       | Papp Dániel    |
| Dave Schultz olimpiai aranyérmes birkózó, Mark bátyja                                 | Mark Ruffalo         | Rajkai Zoltán  |
| Jean du Pont, John anyja                                                              | Vanessa Redgrave     | Kassai Ilona   |
| Nancy Schultz, Dave felesége                                                          | Sienna Miller        | Roatis Andrea  |
| Henry Beck                                                                            | Guy Boyd             | Papp János     |
| Jack                                                                                  | Anthony Michael Hall | Jakab Csaba    |
| Fred Cole                                                                             | Brett Rice           | Barbinek Péter |

## Fogadtatás

### Kritikai visszhang
A Metacritic oldalán a film értékelése 81% a 100-ból, ami 49 véleményen alapul. A Rotten Tomatoes-on a Foxcatcher 88%-os minősítést kapott, 204 értékelés alapján.

### Díjak és jelölések
| Díj                            | Kategória                            | Jelölt                        | Eredmény |
| ------------------------------ | ------------------------------------ | ----------------------------- | -------- |
| Cannes-i fesztivál (2014)      | Arany Pálma                          | Bennett Miller                | Jelölve  |
| Cannes-i fesztivál (2014)      | legjobb rendezés                     | Bennett Miller                | Elnyerte |
| Oscar-díj (2015)               | legjobb rendező                      | Bennett Miller                | Jelölve  |
| Oscar-díj (2015)               | legjobb férfi főszereplő             | Steve Carell                  | Jelölve  |
| Oscar-díj (2015)               | legjobb férfi mellékszereplő         | Mark Ruffalo                  | Jelölve  |
| Oscar-díj (2015)               | legjobb eredeti forgatókönyv         | E. Max Frye és Dan Futterman  | Jelölve  |
| Oscar-díj (2015)               | legjobb smink és frizura             | Bill Corso és Dennis Liddiard | Jelölve  |
| BAFTA-díj (2015)               | legjobb férfi mellékszereplő         | Steve Carell                  | Jelölve  |
| BAFTA-díj (2015)               | legjobb férfi mellékszereplő         | Mark Ruffalo                  | Jelölve  |
| Golden Globe-díj (2015)        | legjobb filmdráma                    | –                             | Jelölve  |
| Golden Globe-díj (2015)        | legjobb férfi főszereplő (filmdráma) | Steve Carell                  | Jelölve  |
| Golden Globe-díj (2015)        | legjobb férfi mellékszereplő         | Mark Ruffalo                  | Jelölve  |
| Screen Actors Guild-díj (2015) | legjobb férfi főszereplő (mozifilm)  | Steve Carell                  | Jelölve  |
| Screen Actors Guild-díj (2015) | legjobb férfi mellékszereplő         | Mark Ruffalo                  | Jelölve  |